# Nicola Scott
Nicola Scott és una dibuixant de còmics australiana nascuda a Sydney que treballa en la indústria de còmic estatunidenca, sobretot per la editorial DC.
Scott va començar la seva trajectòria professional en el món del teatre i el disseny de vestuari. L'any 2001 va introduir-se en el món del còmic australià pintant portades per la sèrie The Watch i l'any 2004 va debutar als Estats Units. A partir de llavors va esdevenir dibuixant per l'editorial DC, i ha publicat còmics de personatges tan populars com Superman, Batman i Wonder Woman.
L'any 2016 va començar una nova sèrie de còmics al costat de Greg Rucka anomenada Balck Magick i publicada a Image Comics.

## Obra
- Star Wars: Empire. 2004
- Star Wars: Free Comic Book Day. 2005
- Season of the Witch. 2006
- Angel Spotlight: Illyria. 2006
- Spike vs. Dracula. 2006
- Halloween Man. 2007
- Dead High Yearbook, 2007
- The Origin of the Birds of Prey, 2007
- Birds of Prey. 2007-2008
- Secret Six. 2008-2009
- Blackest Night: Wonder Woman. 2010
- Wonder Woman. 2010-2017
- Teen Titans. 2010-2011
- Legends of the Dark Knight vol. 2. 2012
- Superman. 2012
- Earth 2. 2012-2014
- Black Magick. 2015-2018